# Bryum brotherianum
Bryum brotherianum là một loài rêu trong họ Bryaceae. Loài này được Demaret mô tả khoa học đầu tiên năm 1949.